# Mark Preston
Mark Preston (n. 7 noiembrie 1968) este directorul echipei de Formula E Techeetah. Are o experiență îndelungată în motorsport, în special în Formula 1, după ce a lucrat pentru Arrows Grand Prix International, McLaren și Super Aguri F1.

## Viața personală
Preston s-a născut în Geelong, Australia. Crescut la Melbourne, a absolvit Universitatea Monash cu o diplomă de inginer în specialitatea mecanică în anul 1992. În timpul studiilor sale, a lucrat și ca inginer proiectant la Borland Racing Developments, unde a început cariera în motorsport.

## Cariera în Formula 1
Pentru a-și urmări visul de a lucra în Formula 1, Preston s-a mutat în Marea Britanie în 1996 și și-a asigurat un rol cu echipa Arrows F1 prin conexiunile sale cu firma auto Holden. 
Preston a rămas cu echipa Arrows F1 timp de șase ani, ocupând rolurile de inginer de analiză a stresului, analist senior de performanță a vehiculelor și șef de cercetare și dezvoltare. În aceste roluri, a fost responsabil pentru analiza asistată de computer, dinamica vehiculelor, laboratoarele de cercetare și dezvoltare și echipa de testare.
După prăbușirea echipei Arrows F1 în 2002, Preston s-a alăturat echipei McLaren F1 Racing în calitate de proiectant principal  și a fost ulterior promovat la șefa laboratoarelor de tehnologie a vehiculelor. În ultimul rol, el a supravegheat dezvoltarea McLaren MP4-18A alături de directorul tehnic Adrian Newey și designerul șef Mike Coughlan.
După doi ani cu echipa McLaren F1 Racing, Preston a plecat pentru a-și stabili propria țintă, Preston Racing, cu scopul de a-și începe propria echipă de Formula 1.  Colaborând cu foști angajați din F1 Arrows și fostul pilot de Formula 1, Aguri Suzuki, Preston a creat echipa Super Aguri F1. 
Prin conexiunile Suzuki, echipa a reușit să obțină sprijinul Honda, care a furnizat motoarele echipei din 2006 până în 2008.  Preston a fost numit director tehnic al Super Aguri și a jucat un rol fundamental în crearea echipei în doar 100 de zile, cu mașinile SA05 care debutau în Marele Premiu din Bahrain 2006, după ce intrarea echipei a fost ratificată de FIA la 26 ianuarie 2006. 
Preston a continuat cu echipa ca director tehnic încă două sezoane, până la retragerea lui Super Aguri din Formula 1 în 2008.

## Cariera în Formula E
În 2014, Preston a fondat echipa Super Aguri Formula E în parteneriat cu Aguri Suzuki.  Echipa, numită ulterior Amlin Aguri Formula E, a fost una dintre cele zece participanți care au participat la inițialul Campionatului FIA Formula E - prima serie de motorsport electric aprobat de FIA din lume.
Ținuta a fost redenumită ca echipă Aguri pentru Campionatul de Formula E 2015/16, Preston continuând ca echipă principală.  În acest rol a fost responsabil pentru strategia și dezvoltarea echipei.
Mark a devenit directorul echipei noii echipe Techeetah Formula E în august 2016.  Techeetah a fost singura echipă privată din campionatul ABB FIA Formula E în timpul sezonului 2017/2018. Echipa a câștigat titlul în sezonul 2017/2018 cu pilotul său Jean-Éric Vergne. Techeetah a colaborat cu DS Automobiles pentru sezonul 5 2018/2019 al seriei de curse de stradă complet electrice pentru a deveni o echipă de producători și a continuat câștigând ambele titluri la New York City ePrix.